# ジム (ガンダムシリーズ)
ジム (GM) は、「ガンダムシリーズ」のうち、宇宙世紀を舞台とする作品に登場する架空の人型兵器「モビルスーツ (MS)」のひとつ。初出は、1979年放送のテレビアニメ『機動戦士ガンダム』。
作中の軍事勢力のひとつである地球連邦軍初の量産型MS。主人公アムロ・レイが搭乗するガンダムの設計をもとに、高価な機能や装備を廃した廉価版として生産され、物量を活かした集団戦法で連邦軍を勝利に導く。性能でもザクIIなどのジオン公国軍製量産機の多くを上回っているが、劇中においてはザクと並ぶ「やられ役」ポジションとなっている。一方で、派生作品の中にはジムが強く描かれているものも存在する。
後発作品でも発展型や類似した外観・設計思想を持つ機体が多種登場する。派生機については「ジムのバリエーション」などの各関連記事を参照。
本項で解説する「RGM-79 ジム」は、後発作品に登場する各派生機との区別のため、前期生産型、先行量産型もしくは先行試作量産型、先行量産型の前期型、後期型などの呼称を付ける場合もある。

## デザイン
メカニックデザインは、『機動戦士ガンダム』の総監督を務めた富野喜幸のラフスケッチをほぼそのままに、大河原邦男がクリンナップしている。赤と薄緑色（または白）を基調としたカラーリングと、ガンキャノンのようなゴーグル状のカバーに覆われた頭部カメラ・アイが外観上の特徴となっている。
なお、武装のうちビーム・スプレーガンはもともとガンダム用の装備としてデザインされていたものである。

## 設定解説
RGM-79の中でも「前期生産型」「先行量産型」と呼ばれる機体群。ジムの名前の由来は「Gundam type Mass-production model」（ガンダム型量産機）の頭文字の略、「General Mobile-suit（一般的なモビルスーツ）、あるいは、Gundam Model（ガンダム型）」など様々な説がある。連邦軍の戦力建て直しのために極短期間での大量生産を実現する都合上、コストを度外視したガンダムと比べて徹底的なコストダウンがなされている。設計が簡素であることから様々なバリエーションが生み出された。
開発にあたっては、8機作られたRX-78ガンダムの内、1～3号機を除くジャブロー所在の5機がその母体となった。RX-78ガンダムは量産化を前提としたものの、機体の単価が高額だった事、生産に時間がかかる事から簡易量産型の開発が必要となった。元々、連邦軍では白兵戦用、中距離戦用、長距離支援用の3タイプを量産化する予定であったが、運用テストにおいて白兵戦用MSが突出した性能を発揮したために開発計画は同タイプを主流としたものへ変遷。完成したジムはガンダムのような万能機ではなく、標準的な機体をコンセプトとしている。
前期生産型（先行量産型）は「前期型」と「後期型」（実戦タイプ）に区別され、前者を「RGM-79A」、後者を「RGM-79B」に振り分けた資料もある。前期型は最初にジャブローで製造された第一次生産の42機、後期型は装甲版の材質など細部に若干の変更を加えキャリフォルニアベースやジャブローで288機生産された改良機となっている。戦力建て直しのための過度な生産期間の短縮と低コスト化に伴い、前期型は基本設計を無視する形で急造されている。そのため「粗製乱造」「粗悪品」と評価される事もある。
開発の際に用いられた戦闘データや稼働データは、ホワイトベースがジャブローに到着するU.C.0079年11月の2か月前に補給部隊を通して得られたものを使用。さらにRGM-79(G)陸戦型ジムやRGM-79(E)先行量産型ジム（宇宙戦装備）などの実戦稼働データもフィードバックし、ジャブローやルナツーでより生産コストを抑えて開発される運びとなる。RGM-79ジムではジェネレーターの低出力化や装甲材質の変更など、生産コストを抑える簡略化がなされている。
こうした背景のために性能面ではRX-78ガンダムに数段劣る結果となったが、一方ザクIIが稼働率6割であったのに対してジムでは8割を誇っており、国力の低いジオン公国に対する優位性を獲得していた。また、RX-78の戦闘データがコピーされているため、初級パイロットでもある程度の戦闘は可能である。運用の際には、5機1個小隊とボールの支援で構成される。実戦では集団戦闘を徹底しており、単独戦闘の多いジオン軍機体を連携で撃破した。
総生産数は一年戦争の終戦までに派生形を含め「3800機」とされ、MS-06 ザクII（派生形含む）の4000機に次ぐ第2位の生産数とされる。ホワイトベースがサイド7を出港した時にはすでに生産が開始されており、U.C.0079年10月から本格的な量産が開始されたとする資料も見られる。一年戦争で機体のほとんどが失われたザクIIに対し、ジムは機体の半数近くが生き残った。

### RGM-79の分類
先行試作量産型
RX-79計画から派生した先行投入機。陸戦型ガンダムの生産ラインを転用して作られた陸戦型ジム、後期生産型の一つジムE型の先行投入機とも言われる初期型ジムなどがある。前期生産型にはこれらの実践稼働データが反映されている。
前期生産型 / 先行量産型
アニメ『機動戦士ガンダム』に登場する機体群。『MSV』で前期型と後期型が設定された（先行量産型の前期型と後期型）。ジム・スナイパーカスタム、ジム・ライトアーマーなどは前期生産型の改修機にあたる。
後期生産型
ルナツーやジャブローのデータを元に大幅に改良された機体群。ジャブロー、オーガスタ、ルナツーの各工廠にて設計されており、ジム改を始めとするC型系列（ジム・ストライカーなど）、ジムD型を始めとするD型系列（ジム寒冷地仕様など）、ジム・コマンドを始めとするG型系列（ジム・コマンドスペース、ジム・スナイパーIIなど）が存在する。また、それらの基幹機種はカトキハジメによってデザインされている。
戦後の残存機
地球連邦軍は大量に生産されたジムを有効活用すべく、延命策としてジェネレーターの積み替えと全天周囲モニターへのコクピット改装などの改修を重ね、RGM-79R ジムIIとして一年戦争後も運用している（79R型は前期生産型の改修機しか無いとする説のほか、後期生産型からの改修機も存在したとも言われている）。ジムIIにさらなる近代化改修を施し、ジムIIIとして運用された機体も存在する。
アージェントキール仕様
宇宙世紀0096年を舞台とするVR映画『機動戦士ガンダム：銀灰の幻影』に登場。（型式番号：GM-005）。傭兵組織「アージェント・キール」が保有する近代化改修機で、同組織の象徴である銀色に塗装されている。機体のコンポーネント規格も時代に合わせた更新がなされており、性能面では0090年代の連邦主力機であるジェガンと遜色ないレベルに引き上げられている。

### 機体構造
頭部
資料によってカメラアイの設定に差異があり、「ガンダムのものよりもよく見える、ガンキャノンのカメラを使用している」とした資料、「量産が容易なガンキャノン型のツインアイを採用。センサー類は頭部に集中し、照準用センサーやドップラーレーダーを備える」とした資料、「ガンダムのものを簡略化し、センサー類の複合であるもののデュアル構成されるシステムは踏襲、各種デバイスやセンサーは機能を維持したまま小型化・密集配置し、生産性も向上」とした資料、ジムの頭部センサーは「RX-77系（ガンキャノン型）のデザインを踏襲したもの」とされており、“ゴーグル”に相当する部分の中央上部に光学レンズ系カメラを配置し、その左右に（不可視光線をカバーする）多目的アンテナが配置された内部構造図を記載した資料がみられる。また、ガンダムでは備えられていたデータ収集用のコ・プロセッサーフレームやモニタリング機能は簡略化されている。
コクピットブロック
先行していたRX-77やRX-78がコア・ファイターの採用でコスト高を招いていた事から、量産型であるRGM-79ではコア・ファイターを省略、簡略化されたコア・ブロックシステムが採用された。
コクピット構造はRX-78ガンダムのものを踏襲し、航空機や航宙機に近似した操縦感覚を有するために機種転換が容易に行える。また、航空機としての機能が排除されたため、メインフレームそのものがジェネレーターやコンピュータを含む制御・脱出装置を取り巻く形となっている。RX-78で導入されていた教育型コンピュータは、生産コストの観点から省略された。また、RX-78では露出していたヘリウムコアやプロペラントタンクはコア・ブロックの簡略化によって空いた胴体部に内蔵可能となった。この方式によって機体はそのまま、コアブロックを換装するだけで地上用と宇宙用に切り替え可能なほか、生産や整備工程が簡略化されたためにコ・ジェネレーターを追加するだけで狙撃戦や砂漠戦、出力のチューンナップといった改修が容易に行える。
装甲
生産コストの観点から、チタン系合金へと変更。装甲強度には難がある。軽量ではあるものの、対弾性の低さから戦闘中に攻撃が直撃し、一撃で大破する機体も少なくない。
ジェネレーター
RX-78のものと比較し、1380kWから1250kWへと低出力化した。関節フィールドモーターに必要な駆動出力は変わらないものの、兵装面のエネルギーで影響を受ける事となった。RGM-79ではビーム・スプレーガンの採用が決定していたため、地上において核融合炉を生産し、予定調達数を早期に完了できた。
また、複数のジェネレーターを協調稼働させるためのサブジェネレーターも省略されている。
バックパック
ランドセルとも呼称され、メインスラスターやサブジェネレーターのサーキット、ビーム・サーベル用のタキシングで構成される。ビーム・サーベル1基のノーマルタイプ、2基のタイプ、バズーカ用マウントラックを追加したタイプが存在する。ビーム・サーベルを2基装備する際は、ホルダーを追加するほかバックパック内のターミナルをオンラインにする必要がある。

### 武装
60mmバルカン砲
TOTOカニンガム社製の機関砲で、ガンダムやガンキャノンの物と同形式とされる。頭部に2門装備。装弾数はガンダムと同じ50発（元機体の装弾数も諸説ある）とした資料が存在するが、ガンダムよりも装弾数が増量したとする資料もみられる。技術者からは精密機器が集中する頭部に装備するのは不適切との声も挙がったが、軍の強い要請から搭載は決定事項として開発が進行した。頭部サイズは収納区画が制限された事でテレスコープ弾形式（推進式も存在する）を採用しており、通常モデルより砲身の消耗が激しいため多砲身となった。発射時の衝撃は物理的な緩衝機構によって制御され、発射ガスを不均等に分散、排出して反作用を最小限に抑える機構を内蔵するが、このシステムはこまめなメンテが必要のためアクセスハッチが設けられた。
映画『機動戦士ガンダムIII めぐりあい宇宙編』で、リック・ドムに白兵戦を仕掛ける際に使用した。
ビーム・スプレーガン
型式番号：BOWA BR-M79C-1、GSc-L
ボウワ社製の拳銃型の携行式メガ粒子砲塔。出力1.4MW、装弾数は1チャージあたり16発。
「システム・ウェポン」と呼称されるモデルで、ジム・スナイパーカスタムのBR-M-79L-3型との共用パーツで設計されている。命中精度の向上のためにIフィールド・チョークを短縮化して集束率をビーム・ライフルよりも低く設定しており、射程も短い。基本的な攻撃を行う「シングルショット」、面制圧用の「バーストショット」、ビームを拡散させ広範囲にダメージを与える「レンジショット」の3つのモードを選択可能で、塗装用のスプレーガンに似ている外見と共に名称の由来となっている。中距離以上では威力が著しく低下するため実用性に多少の難があったが、生産性は高かった。
「GSc-L」の型番が付けられた物は、当時ボウワ社の生産が追い付かなかった事からアナハイム・エレクトロニクス社がライセンス生産した同型機。多くの機体では右腰部に取り付け用のラッチが存在し、機体によってはそこにエネルギーの充填機能（長時間を要する）を導入したものも存在する。近距離ではビーム・ライフルと同等の威力を有するが、MS-14以降の敵機相手では対ビームコーティングが施されているケースも多かったため、至近戦闘を余儀なくされた。また、連射が可能な特性を生かし、この装備を携行したジムが近・中距離を担当、ボールが遠距離を担当する運用もなされた。ビームを拡散できるため、錬度の低いパイロットでは重宝されたとする資料も見られる。
ビーム・ライフル
型式番号：BLASH XBR-M79-07G
ブラッシュ社製で ガンダムの物と同モデル。ただし、生産性の問題からその供給量は多くない（このライフルの推奨ジェネレータ出力は1380kwとされている）。
劇中では、ジャブロー防衛戦においてシャア専用ズゴックと対峙したジムが装備しているが、腹部を貫かれたシーンでは手持ちの武器がビーム・スプレーガンに入れ替わっている。
ゲーム『機動戦士ガンダム外伝 コロニーの落ちた地で…』では、ガウ攻撃空母を沈めるべく配備された試作型ビーム・ライフルをホワイト・ディンゴ隊のマスター・P・レイヤー機が装備した。
ゲーム『機動戦士ガンダム バトルオペレーション Code Fairy』では、オデッサ作戦直前の北米戦線で陸戦型ガンダムと同型のビーム・ライフルを携行する機体が複数登場する。
ビーム・サーベル
型式番号：THI BSjG01
出力0.3MW。ガンダムから運用される装備だが、ジムでは信頼性の向上に伴い、装備数は1本となった。一方で、隊長機では2本装備したツインサーベルタイプも存在する。また、オプションとしてジャベリンタイプも存在するが、供給量は少ない。
380mmハイパー・バズーカ
型式番号：BLASH HB-L-03/N-STD
ブラッシュ社製。ガンダムの装備と同じ携帯式の大型ロケットランチャー。ガンダムに装備されたものは大型のサイトスコープを取り付けていたが、ジムへの供給品では省略したモデルが採用された。
100mmマシンガン
型式番号：YHI YF-MG100
ヤシマ重工製の近距離戦闘向けマシンガン。『機動戦士ガンダム 第08MS小隊』で設定された。主に地上で使われており、後の作品やゲームのムービーでも装備した機体がある。下部の箱型弾倉から給弾される。
90mmマシンガン（“ジムマシンガン”）
型式番号：HWF GMG・MG79-90mm
ホリフィールド・ファクトリー・ウエポンズ社製のブルパップ型突撃銃風の短砲身マシンガン。『機動戦士ガンダム0080 ポケットの中の戦争』で設定された。ただし、実在のブルパップ銃と違いマガジンが銃体の下面でなく上面に付いているため、サイトを用いた精密射撃が物理的に不可能な構造になっている。
初出作品ではRGM-79GとRGM-79SPの装備だったが、後発作品が登場するにつれ、それ以外の連邦軍第1世代MSもしばしば使用するようになった。OVA『機動戦士ガンダム MS IGLOO』やゲームのムービーでも装備した機体がある。元々はコロニー防衛用に開発された小口径の実体弾を発射する兵器で、ビーム兵器より威力は劣るものの、攪乱幕や大気の状態に影響されないという利点を持つ。宇宙でも使用できる。マガジンは本体上部から挿入され、全弾を打ち尽くした時点で空になったマガジンが自動排出される仕組みになっている。
スーパー・ナパーム
諸元表にてこの装備を記載した資料もみられる。
シールド
型式番号：FADEGEL RGM-M-Sh-003（十字マークあり）及び RGM-M-Sh-007（十字マークなし）
ファーダゲール社製。ルナ・チタニウムを使用した三重ハニカム構造で、ガンダムシールドと同規格のもの。コストダウンのために表面の十字マークが簡略化された物は、チタン・セラミック複合材に変更されている。RX-78タイプに装備されたものと比較し、防御しやすいよう一部スライドハンドルが改善されている。このシールドは、U.C.0093年の第二次ネオ・ジオン抗争に参戦したジムIIIにも装備されている。

## 劇中での描写
量産機としては同じ敵役のザクと同様、弱い機体であるという印象を持たれている。その要因としては、演出上やられ役が大量に必要なビグ・ザムをはじめとする敵側秘密兵器の登場などが多く、スペックが優秀でも、劇中では「やられ役」のポジションとなっている。なお、ゲーム（『コロニーの落ちた地で…』など）では、主人公の乗る機体として使用できるが、性能は量産機のジムらしいものであった。
『機動戦士ガンダム』では、ホワイトベースがジャブローに寄港する第29話で、「ガンダムの生産タイプ」として初登場。ジオン軍の来襲に対して数機が出撃する。2、3機はビーム・ライフルを装備しており、この中の1機がシャア専用ズゴックと対峙している（漫画『機動戦士ガンダム U.C.戦記 追憶のシャア・アズナブル』では、このズゴックに貫かれたジムのパイロットを主人公にした物語が描かれている）。続く第30話では、ジャブローの工場内で量産されたこの機体をジオンの特殊部隊が発見し、起動する前に爆破すべく時限爆弾を仕掛けるが、ホワイトベースの子供たちに排除された。
その後の宇宙要塞の攻略戦などでは、地球連邦軍の物量作戦の象徴としてボールとともに大量に登場する。アニメ版のソロモン攻略戦では、敵の正面を埋め尽くす描写がなされた。だが、「やられ役」というよりは大量に迫る兵隊として、止め画で描かれている。敵MSの攻撃に次々と破壊されつつも後から後から後続の部隊が現れて立ち向かっていき、敵機を撃破する。劇場版『機動戦士ガンダムIII めぐりあい宇宙篇』では、ビーム・サーベルでリック・ドムを斬るシーンが新たに追加されている。また、スタッフのお遊びで1コマだけ顔がイデオンになる。
テレビ版第42話でもお遊びとして、ジム用シールドを持つ『ライディーン』および『ダイターン3』が混ざっているが、前後するモブシーンではハイパー・バズーカを装備したジムが登場する。
小説版『機動戦士ガンダム』では、ビーム・ライフルを標準装備としつつ、アムロ隊にも2機が配備されている。特にキリア・マハ中尉のジムは活躍が著しく、ガンダムやガンキャノンに随伴して多数の敵MSを撃墜し、アムロからも称賛された。ドズル艦隊との戦いでもアムロやカイ、ハヤトとともにビグ・ザムのビーム攻撃を回避し、さらにビグ・ザムの右足を破壊するという殊勲も上げた。その直後、ビグ・ザムとグワジン級ガンドワの一斉攻撃に巻き込まれて撃墜されるが、「優秀なパイロットを失った」とクルー全員から惜しまれた。
指揮官仕様のジムが登場する作品もある。ビーム・サーベルを2本装備しているのが特徴で、『GUNDAM THE RIDE』でのアダム・スティングレイ機や漫画『機動戦士ガンダム C.D.A. 若き彗星の肖像』でのクワトロ・バジーナ機などがある。また、ゲーム『機動戦士ガンダム ギレンの野望 アクシズの脅威V』では、膝や腰の装甲形状の変更や通信アンテナの追加など、デザインの異なる指揮官機が登場している。
OVA『機動戦士ガンダム MS IGLOO -1年戦争秘録-』第3話では、オデッサ戦から宇宙圏に脱出してきたジオン軍の敗残兵の捕縛役として、ルナツーから飛来したジム6機が登場。機体のデザインはプラモデル「マスターグレード ジム」のものが使用されている。それまでボールしか見たことがなかったオリヴァー・マイが「首と足があります」と発言するなど、地球連邦軍も本格的な量産型MSを投入したことを認識させている。このジム部隊はヅダ2機と交戦し、ヅダ1機の喪失と引き換えに全滅した。『MS IGLOO』におけるジムはその物量でジオン軍のMSを撃破している描写があり、他作品に比べて活躍している方であるが、本作はジオン軍の構成員が主人公側であるため、ジムのパイロットのほとんどが悪役として描かれている。
ゲーム『SDガンダム バトルアライアンス』には、地球連邦軍独立混成機械化技術支援小隊「ギャザーロード隊」に配備された ギャザーロード隊仕様（型式番号：RGM-79GR）が登場する。外形は通常のジムと変わらないが、赤い部分を黒に変更、左肩に部隊章が描かれ、隊長機のみ左肩に赤い斜めのラインがある。

### ジムが主役の作品
『機動戦士ガンダム外伝 コロニーの落ちた地で…』と『GUNDAM THE RIDE』がある。前者の主人公が乗る機体はジムに始まり、最終ステージで乗り込む最強の機体もジム系であるジム・スナイパーIIとなっている。また後者の観客は、ジムに曳航されるランチ（宇宙船の救命ボート）に乗り込んで戦場を駆け抜ける。これは、ジオン兵を主人公にすると「ジオン公国=悪役」と捉えるライトユーザーに楽しんでもらうことが難しくなり、主役メカにガンダムを登用するとガンダムの乱造を招き、世界観を損ねかねない。「地球連邦軍の一般的なMS」であるジムは、作品を宇宙世紀の世界観に違和感なく入り込めるものにするにはうってつけの存在だと言える。

### デザインの変遷
近年の映像作品に登場したジムの多くは、最初のテレビアニメ版と比較すると腰前部装甲のデザインに大きな違いが見られる。
アニメ版では平坦な一枚板で構成されていたが、1999年に発売されたバンダイのプラモデル「1/100 マスターグレード ジム」では、先行して発売されたマスターグレード版ガンダムの部品を数多く流用したため、ガンダムと同様に中央ブロックを挟む形の「二枚板」デザインとなった。その後、プラモデルの設計に用いたCADデータを流用して、サンライズの映像作品『GUNDAM THE RIDE』『機動戦士ガンダム MS IGLOO』では二枚板デザインで登場した。
ゲーム『機動戦士ガンダム外伝 コロニーの落ちた地で…』のホワイト・ディンゴ隊機や、プラモデル「1/144 ハイグレード・ユニバーサルセンチュリー ジム」はテレビシリーズ同様の一枚板デザインとなっている。また、一枚板デザインにおいてもそのまま一枚の板としている場合や脚の動きに合わせて左右に分割されている場合など、作品によって描写が異なっている。
2009年に発売された「1/100 マスターグレード ジム Ver.2.0」は一枚板デザインになっているが、二枚板デザイン用のパーツも付属しているため、組み立てる際は一枚板と二枚板の選択が可能になっている。

### 『機動戦士Gundam GQuuuuuuX』における設定
『機動戦士Gundam GQuuuuuuX』においては、プロトタイプであるガンダムがサイド7でのテスト中にジオン公国軍のシャア・アズナブルに奪取されたため、MS開発計画が大幅に変更された結果、連邦軍の量産型MSは本機でなくガンキャノンをベースにした「軽キャノン」となっている（「RGM-79」の型式番号も与えられている）。
一方で、ジオンにおいてガンダムをリバースエンジニアリングした結果、本機に相当する量産型MSが「ゲルググ」の名称で制式採用されている。

## 『機動戦士ガンダム THE ORIGIN』におけるジム
安彦良和の漫画『機動戦士ガンダム THE ORIGIN』に登場するジムは、原作版とは外観や設定が若干異なる。また、後述のようにいくつかのバリエーション機も登場する。いずれもメカニックデザインは大河原による。
対MS戦を重視せず中距離火力支援に特化したガンキャノンと異なり、「主力兵器」として対MS戦を想定しつつ対艦・対戦闘機戦など戦況に応じてさまざまな装備変更が可能なマルチロール機として基本設計がおこなわれたガンダムをベースとした量産機。可及的速やかな戦力立て直しのため、生産性を重視して構造の簡略化とコストダウンが図られているため、特に装甲強度と反応速度においてはガンダムに一歩およばない。それでも主力兵器として十分な性能をもつMSとなり、ガンダムの実戦データなども継承され、若干ではあるもののザクII以上のスペックをもつ機体として完成している。ビーム・スプレーガンやコア・ポッドを標準装備するなど、練度の低いパイロットにも配慮されている。
原作版とのおもな相違点は、さらに股間部や膝部がガンダムに近い形状になっており、頭部も顔面のディテールが異なり「襟足」にフェアリングが追加されている。ビーム・サーベルは右側に装備されている。シールドは設定画ではガンダムと同型だが作中では縁のデザインが異なり、十字の部分はロレーヌ十字のようになっている。左前腕部甲にはガトリング砲を装備する。
作中での活躍
ガルマ・ザビの国葬の直後の時期に、ジャブロー付近で砲撃任務に当たっていた自走砲隊の前に1機が突如現れ、素手やバルカン砲などの固定武装で殲滅する。この機体は「最初期型」と呼ばれる。カラーリングはアニメ版に準じており（肩部は白）、以降も標準塗装となる。ランドセルは、コマによって通常のガンダムと同型もの（スラスター2発）とショルダー・キャノン (SC) 装備用（5発）のものの2種類が確認できる。
公国軍のジャブロー急襲の際には多数が緊急出撃し、ザクIIの集団を崩落した工事区に追い詰める。アムロも換装中のガンダムに替わって搭乗しシャアのズゴックと交戦、反応速度がガンダムより遅いため劣勢となるが、ウッディ・マルデンのファンファンに救われる。また同時期にアッガイと単独で交戦し撃破している。これらは「第一次生産型」とよばれる。ランドセルはSC装備用をベースに、スラスターを5発から3発に減じた簡略型となっている。なお、この時点ではまだコア・ポッドの搭載は検討中である。
オデッサ戦以降の機体は「第二次以降生産型」と呼ばれる。機体スペックは第一次生産型と変わらないが、SCやビーム・ライフルといったガンダムと同規格のさまざまな武装を装備した機体も見られる。ランドセルはスラスター5発のタイプのほか、2発のものも確認できる。宇宙では新型のビーム・スプレーガン（原作版に近いデザイン）を携行する。反応速度などスペック上の問題を抱えながらも、大戦終了まで主力量産機として活躍する。ホワイトベース (WB) 隊にも数機が配備され、うち1機にジョブ・ジョンが搭乗する。
『THE ORIGIN』の設定に準拠した劇場アニメ『機動戦士ガンダム ククルス・ドアンの島』の冒頭では、アレグランサ島の残置諜者掃討の任に就く2機が登場。運んできたガンペリーともどもドアン専用ザクに撃破される。1機はSC装備、もう1機は後述の中距離支援タイプと同型のミサイル・ポッドを両肩と両腰に装備している（いずれも標準塗装）。その後のカサブランカでの戦闘では複数（映像で確認できるのは7機、小説版によれば10機）登場するが、標準塗装の通常装備のほか、オレンジとグレーを基調としたカラーリングの通常装備およびSC装備も見られる。敵の救援に駆け付けた公国軍サザンクロス隊の高機動型ザク（地上用）によって全滅する。ランドセルのスラスターは5発。
スレッガー・ロウ専用機
スレッガー・ロウ率いるスレッガー中隊が運用する機体は胸部に "S" をモチーフにした中隊のエンブレムが描かれており、さらに隊長のスレッガー専用機は胸部が青く塗装されている（コックピット・ハッチは赤）。このカラーリングは、スマートフォンゲームアプリ『機動戦士ガンダム U.C. ENGAGE』のイベント「0079ジブラルタル」に登場する3Dポリゴンモデルでも踏襲された（肩口のハッチは黄色）。漫画作中でランドセルは確認できないが、ゲームではスラスター2発のタイプとなっている。中隊はジャブロー防衛に参加し、その後小隊編成でホワイトベース (WB) に転属、ジブラルタルにおけるシャア専用ザクとの戦闘で全滅する（スレッガーは無事）。ゲームでは、シャアの配下のザクII小隊に全滅させられる。なお、小隊にはSC装備（初期型）も配備されているとされるが、漫画作中では確認できず、ゲームにも登場しない。
劇場アニメ『ククルス・ドアンの島』にもスレッガー専用機が登場するが、胸部（肩口のハッチ含む）とソール部が青みがかった緑に塗装されている。ライト・グレーを基調とし、襟元や関節部の円形の部分が白で塗り分けられている。ランドセルのスラスターは5発。アレグランサ島で行方不明となったアムロのガンダム捜索のため、セイラが操縦するコア・ブースターの上に乗って出撃。サザンクロス隊のMSを運ぶルッグン2機を撃破するが、被弾し不時着するコア・ブースターから前方に振り飛ばされて岩石に激突、首がへし折れてしまう。時系列的には、ジブラルタルの戦闘より前のエピソードである。
ジム近接戦闘タイプ (GM: CLOSE COMBAT TYPE)
公国軍の新型MSに対して不安が残る初期生産型の性能を底上げし、ガンダムに迫る性能で量産したタイプは「最終生産型」と呼ばれる。WB隊の異常な戦果を「部隊編成と運用に因あり」と結論付けた開発チームによる、近接戦と砲撃戦の相互支援をコンセプトとする強化型でもある。本機はそのひとつで、ハンド・グレネードや両腕部のソード・ストッパー（フルアーマーガンダムの右腕部シールドに酷似）、頭部や胸部の増加装甲など近接戦闘を意識した強化がされている。各部にスラスターを増設し、出力と機動性を確保している。
WB隊にもア・バオア・クー戦時に1機が配備され、セイラ・マスが搭乗（機体番号1029）。ガンダムと同型（後期型）のビーム・ライフルを携行する。シムス・アル・バハロフのブラウ・ブロを撃破するが、爆発に巻き込まれ右腕と両脚を失う。セイラはコア・ポッドで脱出している。
ジム中距離支援タイプ (GM: MEDIUM-LANGE SUPPORT TYPE)
最終生産型のひとつで、ガンキャノンと同じく中距離砲撃をコンセプトとするタイプ。近接戦闘タイプの支援機として、対空戦もこなす複数の火器を装備する。両肩に7連装ミサイル・ポッド、両腰に3連装ミサイル・ランチャー、右前腕部に2連装ビーム・ライフル、左前腕部にマシンガンを装備。ビーム・サーベルは臀部に水平に2基マウントする。頭部カメラ・アイは張り出したバイザー・タイプとなっており、射撃精度が向上している。
ジム遠距離砲撃タイプ (GM: LONG-LANGE BOMBARDMENT TYPE)
両肩に改良型ショルダー・キャノンを装備したタイプ。頭部両側面にサブ・センサーを装備、キャノンにはスコープとセンサーを追加して命中率の向上を図っている。前腕部にはガンキャノンのように分厚い装甲が追加されている。ビーム・サーベルは中距離支援タイプと同様。なお、最終生産型には新型のシールド（ライオット・シールドのような形状）が用意されており、曲面構成のため耐弾性が向上している。
WB隊にも、少なくとも1機が配備されている。

## 『機動戦士ガンダム サンダーボルト』におけるジム
漫画およびOVA『機動戦士ガンダム サンダーボルト』に登場。
かつてサイド4「ムーア」だった暗礁宙域「サンダーボルト宙域」での運用のために改修されたジム。ムーアの戦災難民からなる「ムーア同胞団」に配備されている。
関節部には対デブリ用のシーリング処理が施され、両肩をはじめとする機体各所にアポジ・モーターが増設されているほか、武装はエネルギーパック方式を採用している。さらに、最大の特徴として通常のジムのものとは異なる大型のランドセルを装備しており、このランドセルには5基のスラスター、エネルギーパックの交換やシールド携行に用いられる2基のサブアーム、予備のエネルギーパック3基などが設けられている。武装の二連ビーム・ライフルは、フルアーマー・ガンダムのものを小型化したものである。
コア・ブロック・システムに対応しているが、内蔵されているのはコア・ファイターではなく、4基の小型スラスターと機銃を装備したエマージェンシー・ポッド である。上半身か下半身のどちらかのみパージした上で制御できるなど、柔軟な運用が可能。なお、同作品のガンキャノンやフルアーマー・ガンダムにも同型のポッドが採用されている。
OVA第5話でのア・バオア・クー攻防戦において、Gファイター内に収納された機体が登場し、ガンダムMAモードと同様の形態もとっている。

### ガンダム・ヘッド
漫画・アニメ『機動戦士ガンダム サンダーボルト』に登場する地球連邦軍のMS。
ア・バオア・クー攻防戦に投入されたジムの改良型。頭部をガンダムタイプのものに換装した以外は外観・装備ともにジムと完全に同一である。ガンダムの名声による戦意高揚とジオンに対する心理的影響を意図し、カラーリングもオリジナルのガンダムに近い明度の比較的明るい白と青を基調としている。
頭部はガンダムタイプの特徴である額のブレードアンテナがなく、代わりに地球連邦軍のエンブレムが描かれており、頭頂部メインセンサー左右横に1対のロッド状のアンテナがある。なお、陸戦型ガンダム（サンダーボルト版）の頭部にも同一のものが採用されている。

## ジムの日
現実世界では2019年以降、4月6日が4（ジ）6（ム）の語呂合わせでジムの日とも称されている。